# Mauro Camoranesi
Mauro German Camoranesi [kamoraˈneːzi] (ur. 4 października 1976 w Tandil, Argentyna) – włoski piłkarz argentyńskiego pochodzenia, reprezentant Włoch. Grał na pozycji pomocnika.

## Kariera klubowa
Mauro jest wychowankiem argentyńskiego klubu Club Atlético Aldosivi. Następnie przeniósł się do meksykańskiego Santos Laguna Torreón, gdzie rozegrał 22 spotkania i strzelił 8 bramek. W kolejnym sezonie grał w barwach argentyńskiego Club Atlético Banfield, ale krótko – przeniósł się znów do Meksyku, a dokładnie do Cruz Azul, gdzie rozegrał dwa sezony, wystąpił w 78 spotkaniach i strzelił 38 bramek.
W sezonie 2000/2001 grał we włoskim klubie Hellas Werona. W ciągu dwóch lat gry dla tego klubu wyrobił sobie własną markę i przeniósł się do innego włoskiego klubu Juventusu. 31 sierpnia 2010 roku po ośmiu latach gry rozwiązał swój kontrakt z Juventusem, a następnie przeszedł do niemieckiej drużyny VfB Stuttgart. Od stycznia 2011 był wolnym zawodnikiem. 3 lutego 2011 podpisał kontrakt z Club Atlético Lanús.
20 lipca 2012 podpisał roczny kontrakt z argentyńskim klubem Racing Club de Avellaneda. Po sezonie 13/14 zakończył piłkarską karierę.

## Kariera reprezentacyjna
Camoranesi ma włoskie korzenie. Jego pradziadek Luigi, pochodzący z miejscowości Potenza Picena, w 1873 roku wyemigrował do Argentyny. Dzięki temu Mauro był uprawniony do gry zarówno w reprezentacji Argentyny, jak i Włoch, jednak to Azzuri jako pierwsi wyrazili zainteresowanie graczem Juventusu. 12 lutego 2003 roku zaliczył swój oficjalny debiut w reprezentacji Włoch w towarzyskim meczu przeciwko Portugalii wygranym przez Włochy 1–0. Grał na trzech wielkich turniejach: Euro 2004, Mistrzostwach Świata 2006 oraz na Euro 2008. Wraz z drużyną Azzurrich zdobył złoty medal na Mistrzostwach Świata w Niemczech w 2006. Camoranesi w jednym z wywiadów po zwycięstwie na Mundialu stwierdził: „Czuję się Argentyńczykiem, ale z godnością broniłem barw Włoch, które mam we krwi. To jest coś, czego nikt mi nie odbierze.”

## Kariera trenerska
W grudniu 2014 Camoranesi rozpoczął karierę trenerską, zostając szkoleniowcem meksykańskiego drugoligowca Deportivo Tepic. Prowadził go bez większych sukcesów przez kolejne dziewięć miesięcy (7 zwycięstw, 9 remisów, 8 porażek), rezygnując ze stanowiska w sierpniu 2015, zaledwie pół godziny przed rozegraniem meczu w krajowym pucharze z Guadalajarą.
W grudniu 2015 Camoranesi powrócił do Argentyny, gdzie został trenerem Club Atlético Tigre.

## Odznaczenia
- Oficer Orderu Zasługi Republiki Włoskiej (2006)[9]